# Linus Schäfer
Linus Schäfer (* 6. Juni 2003) ist ein deutscher Fußballspieler des VfB Oldenburg.

## Karriere
Nach seinen Anfängen in der Jugendabteilung des JFV Bremen, des SC Borgfeld, für die er 14 Spiele in der B-Junioren-Bundesliga bestritt, und nochmals des JFV Bremen wechselte er im Sommer 2020 in die Jugendabteilung des JFV Nordwest, des gemeinsamen Jugendfördervereins der Vereine VfL und VfB Oldenburg. Im Dezember 2021 hatte er dort seinen ersten Einsatz im Seniorenbereich in der ersten Mannschaft des VfB in der Regionalliga Nord.
Am Ende der Spielzeit 2021/22 gelang ihm mit seiner Mannschaft der Aufstieg in die 3. Liga, da er sich mit seinem Verein in den Aufstiegsspielen gegen den Meister der Regionalliga Nordost, BFC Dynamo, durchsetzte. Seinen ersten Profieinsatz hatte er am 12. August 2022, dem 4. Spieltag, als er bei der 0:2-Auswärtsniederlage gegen den Halleschen FC in der 84. Spielminute für Rafael Brand eingewechselt wurde.

## Erfolge
VfB Oldenburg
- Meister der Regionalliga Nord und Aufstieg in die 3. Liga: 2021/22